# Hypaeus flavipes
Hypaeus flavipes är en spindelart som beskrevs av Simon 1900. Hypaeus flavipes ingår i släktet Hypaeus och familjen hoppspindlar. Inga underarter finns listade i Catalogue of Life.